# ميخائيل رادتشينكو
ميخائيل رادتشينكو هو لاعب كرة قدم روسي، ولد في 5 أغسطس 1999 في موسكو في روسيا.

## وصلات خارجية
- ميخائيل رادتشينكو على موقع قاعدة بيانات كرة القدم.إي يو (الإنجليزية)
- ميخائيل رادتشينكو على موقع Soccerway.com (الإنجليزية)